# کریستف نگرل
کریستف نگرل (انگلیسی: Christophe Negrel؛ متولد ۲۵ مه ۱۹۷۷ در مارسی) تکواندو کار فرانسوی است که در رده سبک‌وزن مردان رقابت کرد. وی در دوره ورزش حرفه‌ای خود در مجموع هشت مدال از جمله سه مدال از مسابقات قهرمانی اروپا و یک مدال نقره در وزن ۷۰ کیلوگرم از مسابقات قهرمانی تکواندو جهان ۱۹۹۷ در هنگ کنگ به دست آورد. او در بازی‌های المپیک تابستانی ۲۰۰۴ به نمایندگی از فرانسه شرکت کرد. در طول دوران ورزشی خود، نگرل به صورت تمام وقت در باشگاه ورزشی بوکس و تکواندو لا رز، در زادگاه خود مارسی آموزش دید و همچنین از سال ۱۹۹۶ به عنوان عضو کامل تیم تکواندوی فرانسه به سرمربیگری و هدایتگری فیلیپ پینارد درآمد.